# كاتارزينا كاوا
كاتارزينا كاوا (بالبولندية: Katarzyna Kawa) مواليد 17 نوفمبر 1992 في بولندا، هي لاعبة كرة مضرب بولندية بدأت مسيرتها كمحترفة سنة 2007 تلعب باليد اليمنى. أعلى تصنيف لها في الفردي كان المركز الـ 254 في سنة 2013. أعلى تصنيف لها في الزوجي كان المركز الـ 301 في سنة 2013.

## النهائيات

### الفردي (4–5)
| الحصيلة | الرقم | التاريخ         | الدورة                           | الأرضية | المنافس            | النتيجة                 |
| ------- | ----- | --------------- | -------------------------------- | ------- | ------------------ | ----------------------- |
| الوصافة | 1.    | مايو 5, 2009    | وارسو، بولندا                    | ترابية  | إفتا جرلوفا        | 3–6, 5–7                |
| الوصافة | 2.    | فبراير 8, 2010  | مايوركا، إسبانيا                 | ترابية  | غاربيني موغوروزا   | 6–3, 2–6, 0–6           |
| الوصافة | 3.    | أغسطس 3, 2010   | إيوافا، بولندا                   | ترابية  | زازانا زلوشوفا     | 6–7(2–7), 7–5, 2–6      |
| الوصافة | 4.    | مايو 28, 2012   | وارسو، بولندا                    | ترابية  | شانتال شكاملوفا    | 3–6, 2–6                |
| الفوز   | 1.    | أغسطس 21, 2012  | براغ، التشيك                     | ترابية  | ريناتا فوراكوفا    | 6–4, 6–1                |
| الوصافة | 5.    | أبريل 24, 2013  | كياسو، سويسرا                    | ترابية  | أليسون فان يوتفانخ | 6–7(2–7), 3–6           |
| الفوز   | 2.    | مارس 23, 2015   | ساو جوزية دو ريو بريتو، البرازيل | ترابية  | ناديا بودوروسكا    | 7–5, 3–6, 6–4           |
| الفوز   | 3.    | أبريل 20, 2015  | القاهرة، مصر                     | ترابية  | أماندا كاريراس     | 7–5, 6–1                |
| الفوز   | 4.    | أكتوبر 12, 2015 | ماكينوهارا، اليابان              | عشبية   | ريكو سوياناجي      | 6–7(6–8), 6–2, 7–6(8–6) |

## روابط خارجية
- كاتارزينا كاوا على موقع رابطة محترفات التنس (الإنجليزية)
- كاتارزينا كاوا على موقع الاتحاد الدولي لكرة المضرب (الإنجليزية)
- كاتارزينا كاوا على موقع كأس بيلي جين كينغ (الإنجليزية)
- كاتارزينا كاوا على موقع بطولة ويمبلدون (الإنجليزية)
- كاتارزينا كاوا على موقع خلاصة التنس.كوم (الإنجليزية)
- كاتارزينا كاوا على موقع إي إس بي إن.كوم (الإنجليزية)